# Ritenuta del boma
La ritenuta del boma o cavalla è un cavo o un paranco posto a impedire che il boma possa pericolosamente brandeggiare, specie nelle andature portanti. 
È di norma usato un moschettone anziché una legatura nel caso in cui si rendesse necessario mollare la ritenuta rapidamente.